# 响水镇 (盘州市)
响水镇，是中华人民共和国贵州省六盤水市盘州市下辖的一个乡镇级行政单位。

## 行政区划
响水镇下辖以下地区：
响水社区、阳桥村、车田村、格勒村、上汤章村、马场村、文阁村、新民村、鲁础村、丫基村、米勒村、杨柳树村和糯猪克村。